# Gołkowo (Rymań)
Gołkowo (deutsch Birkenfelde) ist ein Wohnplatz in der Woiwodschaft Westpommern in Polen. Er gehört zur Gmina Rymań (Landgemeinde Roman).

## Geographische Lage
Der Wohnplatz liegt in Hinterpommern, etwa 80 Kilometer nordöstlich von Stettin und etwa zwei Kilometer nördlich des Dorfes Rymań (Roman). Östlich des Wohnplatzes verlief die, heute stillgelegte, Bahnstrecke Roman–Kolberg der Kolberger Kleinbahn. Benachbart sind etwa zwei Kilometer im Westen die Wüstung Małobór (Waldhaus) und etwa ein Kilometer im Norden der Wohnplatz Lędowa (Waldhof).

## Geschichte
Birkenfelde war ein Vorwerk des Rittergutes in Roman. Bis 1928 gehörte es zum Gutsbezirk Roman, dann kam es mit der Auflösung der Gutsbezirke in Preußen zur Gemeinde Roman. Bis 1945 bildete Birkenfelde einen Wohnplatz der Gemeinde Roman und gehörte mit dieser zum Landkreis Kolberg-Körlin der Provinz Pommern.
Nach dem Zweiten Weltkrieg kam Birkenfelde, wie ganz Hinterpommern, an Polen. Es erhielt den polnischen Ortsnamen Gołkowo.
Gołkowo gehört heute zum Schulzenamt Rymań in der Gmina Rymań.

## Entwicklung der Einwohnerzahlen
- 1864: 17 Einwohner[2]
- 1871: 28 Einwohner[2]
- 1885: 22 Einwohner[2]
- 1895: 19 Einwohner[2]
- 1905: 29 Einwohner[2]
- 2013: 05 Einwohner[3]